# Cine-Teatro Monumental

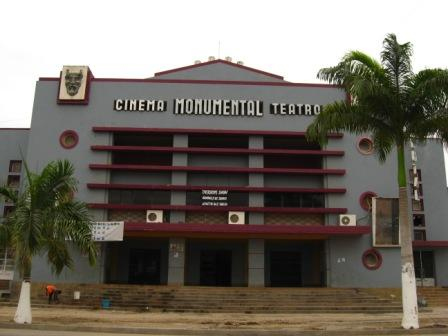
Cine Teatro Monumental

O Cine-Teatro Monumental é a sala de cinema mais antiga da cidade de Benguela.
Foi construído durante a década de 1950, com projeto do arquiteto Fernando Batalha. Foi inaugurado em 10 de junho de 1952, com uma projeção do filme Teresa Venerdì, de Vittorio de Sica. Inicialmente, previa uma lotação de mais de 1300 pessoas: 884 lugares na plateia, 416 no balcão, 16 frisas e nove camarotes.
Durante anos, foi o único cinema de Benguela. Após a independência, passou a ser propriedade do Estado. A Guerra Civil Angolana, porém, levou ao seu fechamento na década de 1980. Só reabriu as portas em 2004, quando o ex-futebolista Osvaldo Cruz (conhecido como Joni), depois de encerrar a carreira de jogador, investiu na reforma do prédio e assinou um contrato de exploração com a Empresa Distribuidora e Exibidora de Cinema (Edecine). O primeiro filme projetado depois da reabertura foi Matrix, em formato DVD.